# Everybody (Backstreet's Back)
Everybody (Backstreet's Back) is een single van de Amerikaanse boyband Backstreet Boys uit 1997. Het was de eerste single van hun tweede internationale studioalbum Backstreet's Back. De single is een van de meest succesvolle singles van deze band, die hiervoor een platina plaat ontvingen.

## Achtergrond
De single werd een wereldwijde hit. In thuisland de VS werd de 4e positie behaald in de Billboard Hot 100. In Canada werd de 3e positie behaald, Costa Rica de 2e, Australië de 3e, Nieuw-Zeeland de 6e, Zweden de 4e, Duitsland de 2e, de Eurochart Hot 100 de nummer 1-positie, Ierland de 10e en in het Verenigd Koninkrijk de 3e positie in de UK Singles Chart.
In Nederland was de single in week 30 van 1997 de 1424e Alarmschijf op Radio 538 en werd een gigantische hit. De single bereikte de 4e positie in de Nederlandse Top 40 op destijds Radio 538 en de 5e positie in de publieke hitlijst; toentertijd de Mega Top 100 op Radio 3FM.
In België bereikte de single de 5e positie in zowel de Vlaamse Ultratop 50 als de Waalse Ultratop 50. In de Vlaamse Radio 2 Top 30 werd de 7e positie behaald.
Sinds de editie van december 2013 staat de single genoteerd in de jaarlijkse NPO Radio 2 Top 2000 van de Nederlandse publieke radiozender NPO Radio 2, met als hoogste notering tot nu toe een 1379e positie in 2015.

## Hitlijsten
| Hitlijst                        | Hoogste positie |  |
| ------------------------------- | --------------- |  |
| Eurochart Hot 100               | 1               |  |
| Australische ARIA Singles Chart | 3               |  |
| Canada Top Singles              | 3               |  |
| Duitse Musikmarkt Top 100       | 2               |  |
| Deense Tracklisten              | 2               |  |
| Franse Singles Chart            | 26              |  |
| Ierse Singles Chart             | 10              |  |
| Letse Hitlijst                  | 1               |  |
| Nederlandse Top 40              | 5               |  |
| Mega Top 100                    | 5               |  |
| Nieuw-Zeelandse Hitlijst        | 6               |  |
| Noorse Singles Chart            | 4               |  |
| Oostenrijkse Singles Chart      | 2               |  |
| Vlaamse Ultratop 50             | 5               |  |
| Waalse Ultratop 50              | 5               |  |
| Vlaamse Radio 2 Top 30          | 7               |  |
| Zweedse Singles Chart           | 4               |  |
| Zwitserse Singles Chart         | 2               |  |
| UK Singles Chart                | 3               |  |
| US Billboard Hot 100            | 4               |  |

### NPO Radio 2 Top 2000
| Nummer met noteringen in de NPO Radio 2 Top 2000 | '09  | '10-'12 | '13  | '14  | '15  | '16  | '17  | '18  | '19  | '20  | '21  | '22  | '23  | '24  |
| ------------------------------------------------ | ---- | ------- | ---- | ---- | ---- | ---- | ---- | ---- | ---- | ---- | ---- | ---- | ---- | ---- |
| Everybody (Backstreet's Back)                    | 1762 | -       | 1768 | 1671 | 1379 | 1541 | 1433 | 1549 | 1730 | 1736 | 1862 | 1508 | 1682 | 1701 |

1. ↑  Een '-' betekent dat het nummer niet was genoteerd en een vetgedrukt getal geeft de hoogste notering aan.
2. ↑  2009 was het eerste jaar met een notering voor dit nummer.